# Karwijplatlijfje
Het karwijplatlijfje (Depressaria daucella), ook karwijmot genoemd, is een vlinder uit de familie van de grasmineermotten (Elachistidae). De wetenschappelijke naam werd in 1775 gepubliceerd door Michael Denis en Ignaz Schiffermüller.

## Leefwijze
De motten komen tevoorschijn in het voorjaar en leggen hun eieren op de karwij.

### Voedselplanten
De rupsen leven van schermbloemachtigen, onder andere van karwijsoorten en soorten uit het geslacht torkruid. Oudere rupsen voedden zich vooral met de bloeiwijzen en later in het jaar de vruchten van de planten.

## Verspreiding
De soort komt voor in heel Europa, met uitzondering van de Balkan. Hij komt ook voor in Noord-Amerika.

## Synoniemen
- Depressaria apiella (Hübner, 1796)
- Depressaria nervosa auct. (incl. Hering, 1957), nec Haworth, 1811
- Depressaria rubricella (Denis & Schiffermüller, 1775)